# 新源蒲公英
新源蒲公英（学名：Taraxacum xinyuanicum）为菊科蒲公英属的植物，是中国的特有植物。分布在中国大陆的新疆等地，生长于海拔1,500米的地区，一般生于森林草甸带，目前尚未由人工引种栽培。